# Emanuel Alphonsus van den Bosch
Emanuel Alphonsus van den Bosch OFMCap (* 18. Juni 1854 in Antwerpen, Belgien; † 15. Oktober 1921 in Brügge) war ein belgischer Ordensgeistlicher und römisch-katholischer Erzbischof von Agra.

## Leben
Alphonsus Van den Bosch absolvierte das Jesuitenkolleg seiner Heimatstadt und wurde am 24. Mai 1873 in Enghien als Kapuzinernovize eingekleidet (Ordensname Emanuel). Am 20. Dezember 1879 wurde er in Brügge von Bischof Faict zum Priester geweiht. Danach war er als Lektor für Theologie im Kloster in der Sinte-Clarastraat eingesetzt. Im Oktober 1884 ging er als Missionar nach Indien (in die Kapuzinermission in Allahabad). 1886 wurde er Rektor des (im Vorjahr gegründeten und noch heute bestehenden) Franziskanerkollegs in Lucknow.
Papst Leo XIII. ernannte ihn am 21. November 1890 zum Bischof von Lahore im Punjab. Die Bischofsweihe spendete ihm am 18. Januar 1891 in Lahore der Apostolische Delegat in Indien, Erzbischof Andrea Aiuti; Mitkonsekrator war der Bischof von Allahabad, der Kapuziner Francesco Vincenzo Pesci, zweiter Weiheassistent der Apostolische Präfekt von Kafiristan und Kaschmir, Ignatius Brouwer MHM.
Emanuel Alphonsus van den Bosch gehörte zu den Gründern der flämischen Kapuzinermission unter der von Missionaren zahlreicher christlicher und nichtchristlicher Religionsgemeinschaften umworbenen rechtlosen Landarbeiterbevölkerung im Punjab. Im Januar 1892 bereiste er den Distrikt Sialkot und berichtete von den harten Lebensverhältnissen der dortigen Bevölkerung, bei der es sich mehrheitlich um frühere Leibeigene handelte, die von muslimischen Grundbesitzern weiterhin ausgebeutet wurden. Das von ihm mit angestoßene Projekt, durch Landkäufe in abgelegenen Regionen christliche Bauerndörfer für Konvertiten und Taufbewerber aufzubauen, konnte wegen fehlender Mittel zunächst nur in Ansätzen unter seinem Nachfolger Godefridus Pelckmans OFMCap verwirklicht werden, machte aber in den folgenden Jahrzehnten auch bei den konkurrierenden protestantischen Missionaren Schule und wurde zur klassischen Missionsstrategie der Kapuziner und anderer christlicher Gruppierungen in der Region.
Am 2. Mai 1892 ernannte  Papst Leo XIII. Emanuel Alphonsus van den Bosch zum Erzbischof von Agra. Dieses Amt bekleidete er bis zu seiner Emeritierung am 5. Mai 1897. Im gleichen Jahr erwarb er für das Erzbistum den Begum’s Palace in Sardhana, den ehemaligen Herrscherpalast der Begum Samru, Stifterin der dortigen Kathedrale, zu dem weitläufige Gärten gehörten. Als Alterzbischof war Van den Bosch Titularerzbischof von Parium und lebte wieder in Belgien. Er starb 1921 im Kapuzinerkonvent in Brügge.